# Elmer Husman
Elmer Husman, född 16 maj 1923 på Tåsinge i Danmark, död 12 maj 2018 i Sollentuna, var en arkitekt som huvudsakligen var verksam i Sverige. Flera av Husmans industri- och kontorshus har blivit grönklassade av Stockholms stadsmuseum vilket innebär "bebyggelse som är särskilt värdefull från historisk, kulturhistorisk, miljömässig eller konstnärlig synpunkt".
Husman blev känd som arkitekt för en lång rad industri- och kontorsbyggnader som uppfördes under 1960- till 1980-talen i Stockholm. Med egen arkitektverksamhet och i nära samarbete med konstruktionsbyrån Englunds projekteringsbyrå skapade han byggnader inom Slakthusområdet som Charkuteristen 8 för Möller & Co AB samt Sandhagen 7 för Stockholms Äggaktiebolag.
På Årsta partihallar ritade han, ofta tillsammans med Englunds projekteringsbyrå, Fiskhallen 1 och 2, Partihallen 2, Importhallen 1, 2, 3 och Frukthallen 3. På den nyare, östra delen av partihallsområdet ritade han Postgården 1 för ICA (klart 1985). Hans för allmänheten troligen mest kända byggnad på Årsta partihallar blev Trädgårdshallen (Producenten 1) som var först på plats (1962) och med sitt karakteristiska veckade tak blivit ett välkänt inslag i stadsbilden kring Årstafältet. I en värdering av Stockholms stadsmuseum år 2008 bedömdes Trädgårdshallen vara av särskild stort samhällshistoriskt intresse med stora arkitektoniska och arkitekturhistoriska värden. Byggnaden "kom med sin grundvolym och med sitt fasadmaterial bli en förebild för de efterföljande husen i området" och att "anläggningen fått mycket stora stadsbildsmässiga värden".
Husman är begravd på Sollentuna kyrkogård.

## Bilder, verk i urval

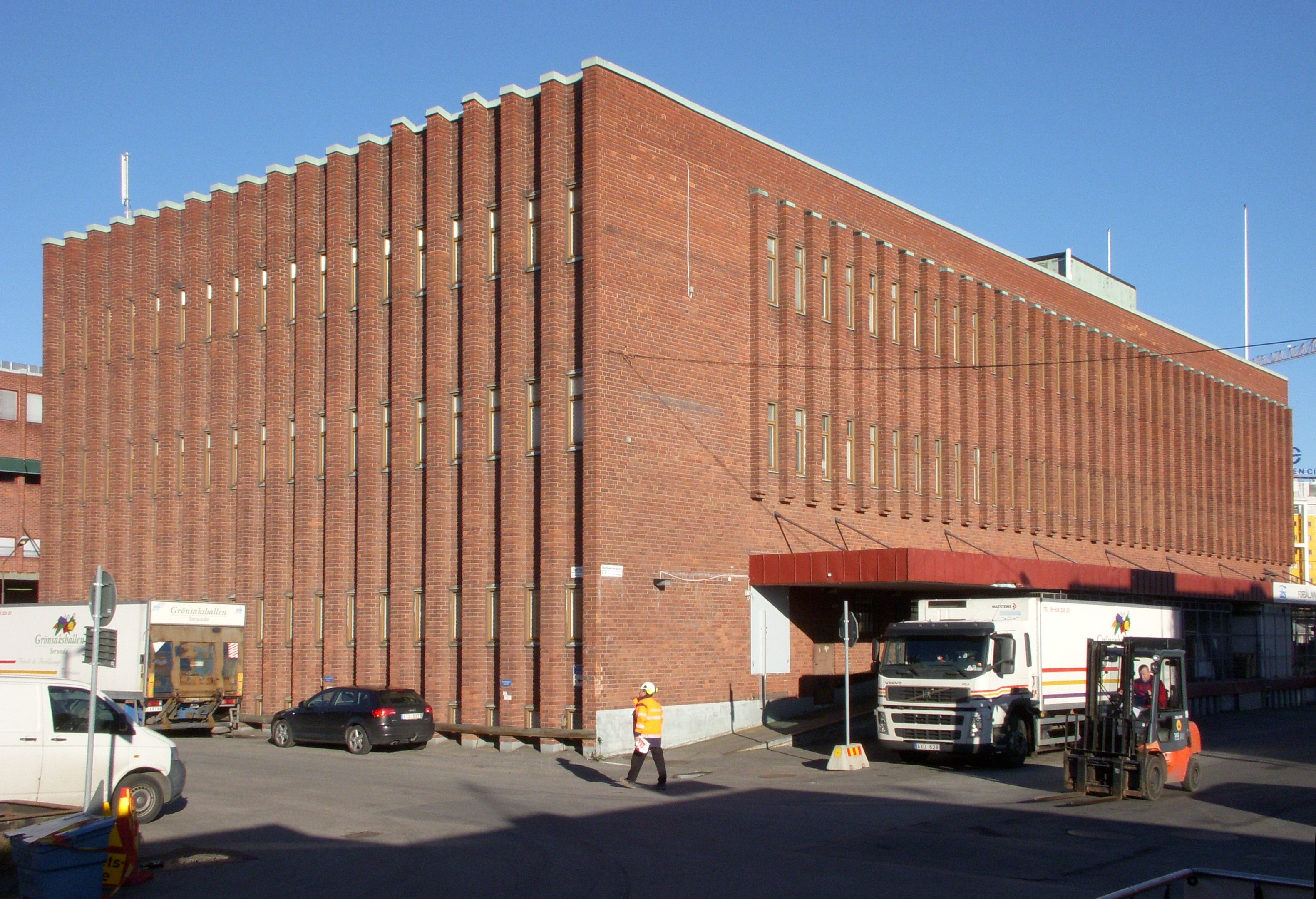
Sandhagen 7 (Enskede)
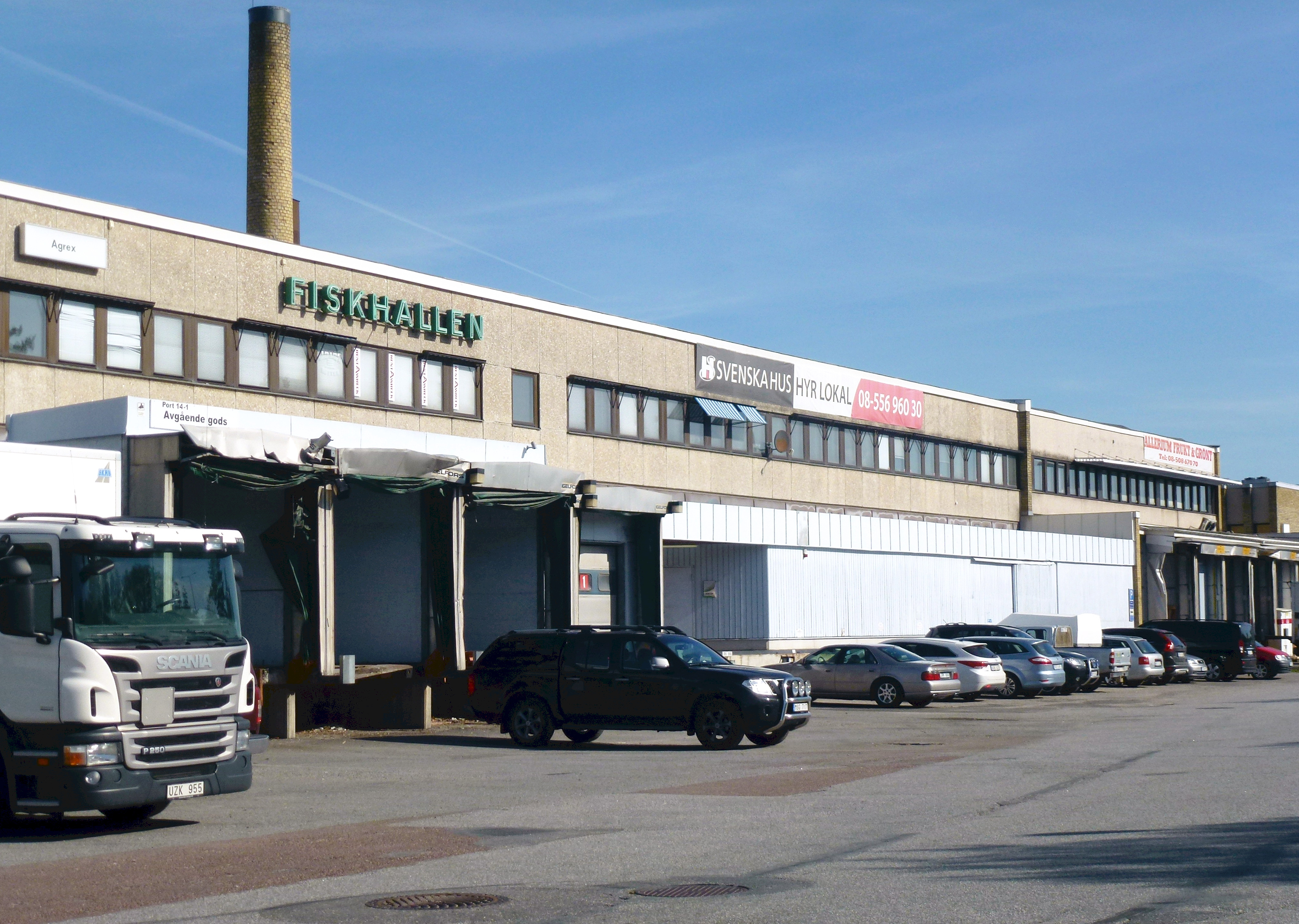
Fiskhallen 1 (Årsta)
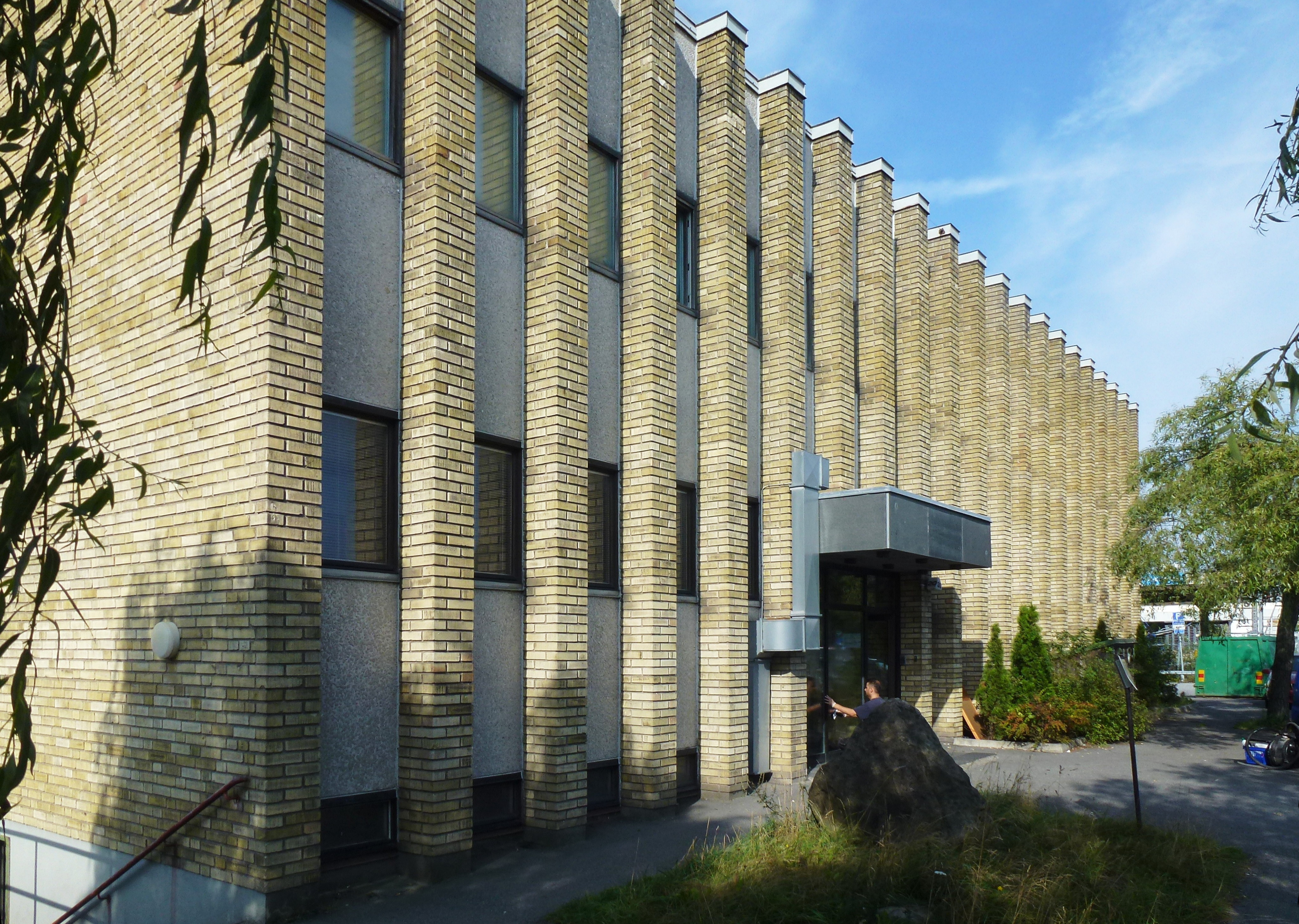
Fiskhallen 2 - Tullhuset (Årsta)
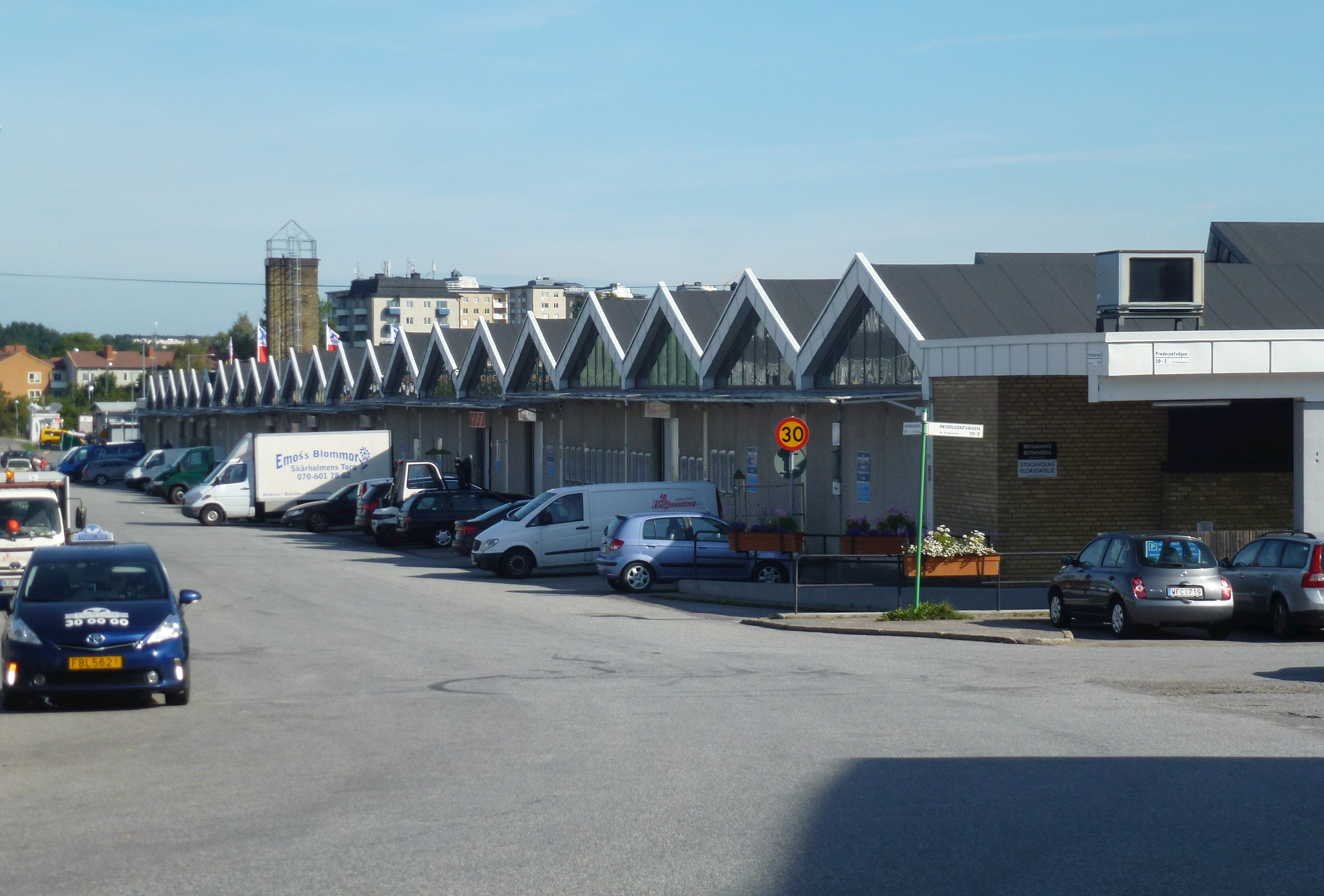
Producenten 1 (Årsta)
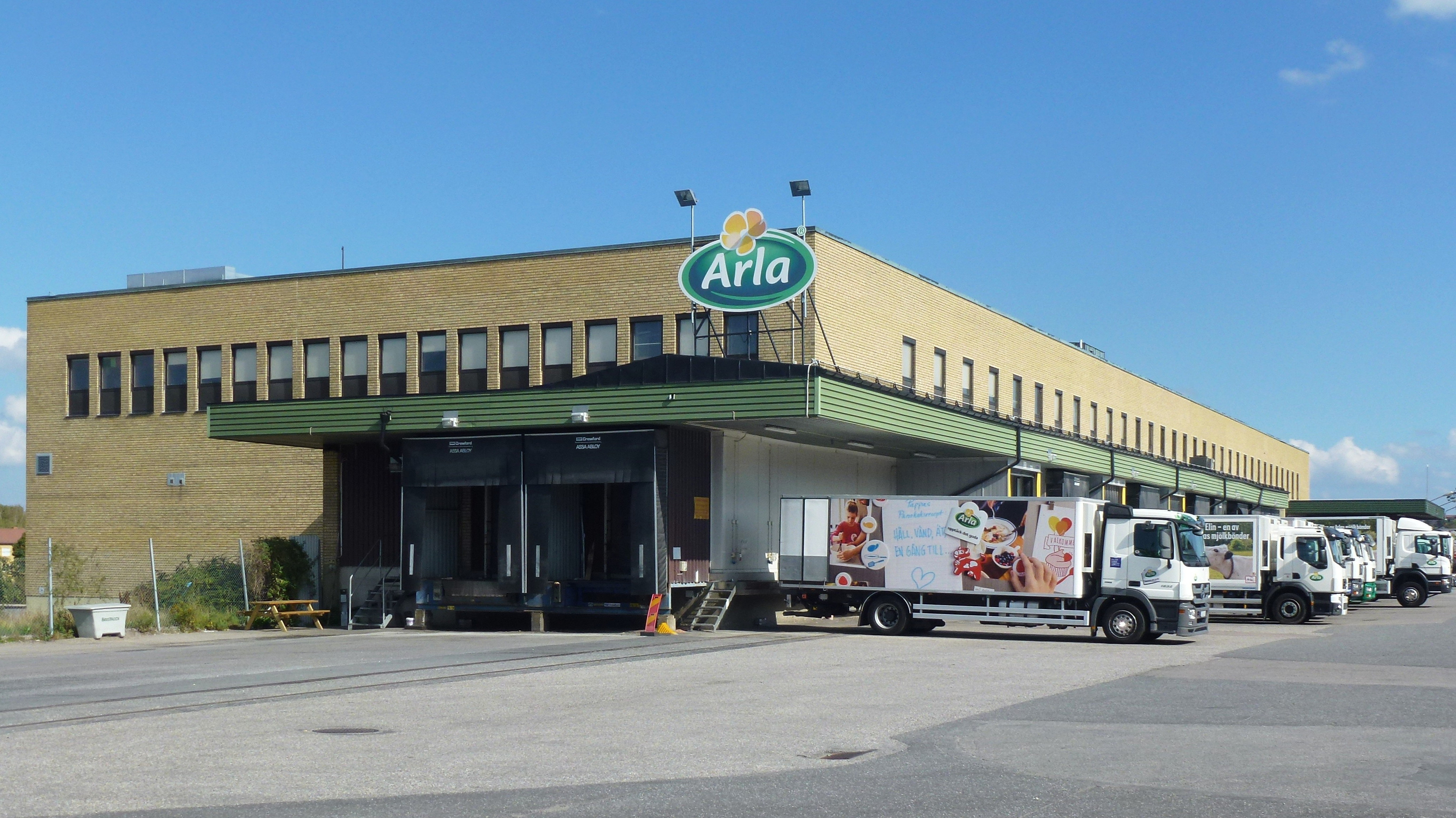
Lagerhallen 2 (Årsta)
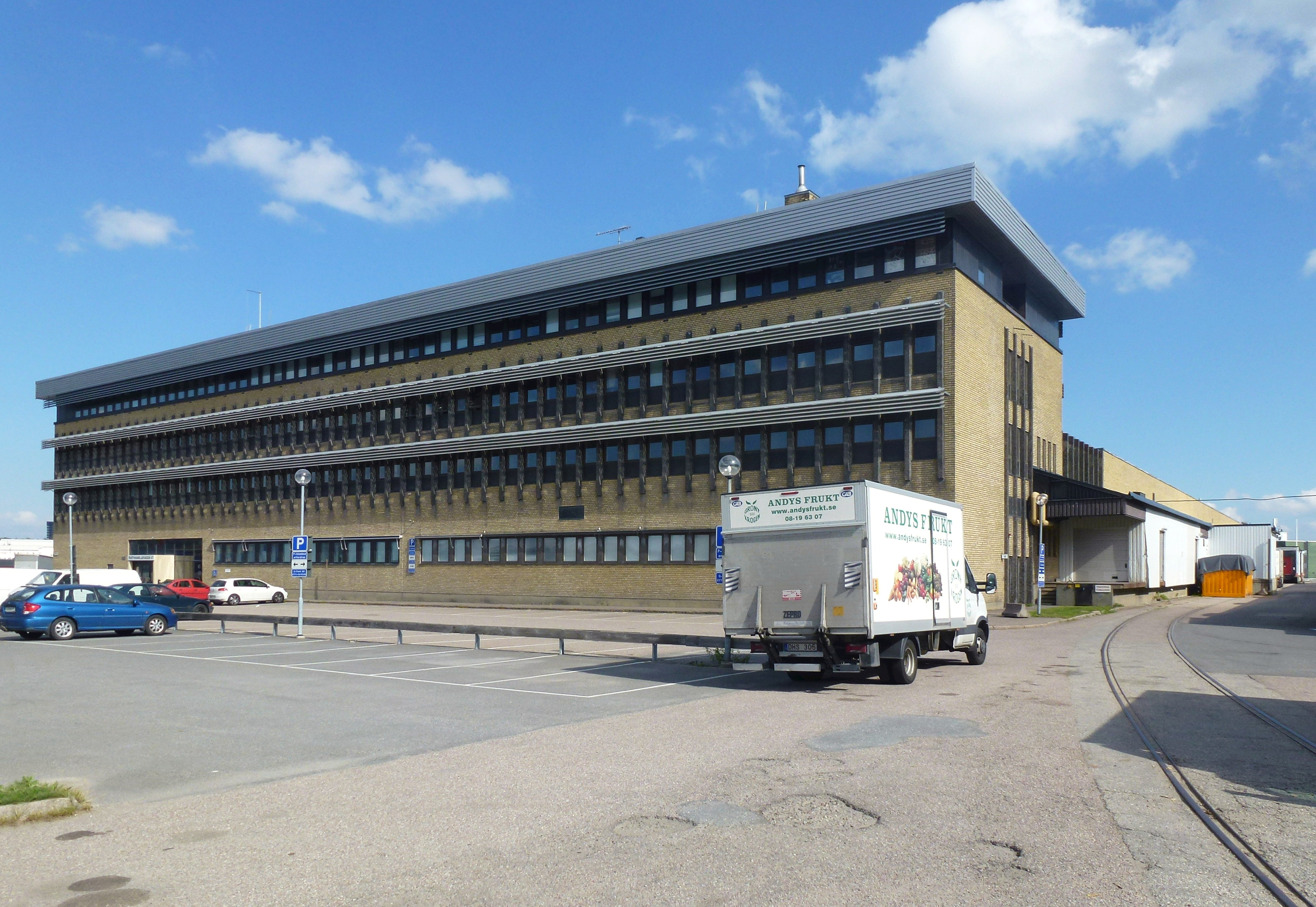
Frukthallen 3 (Årsta)
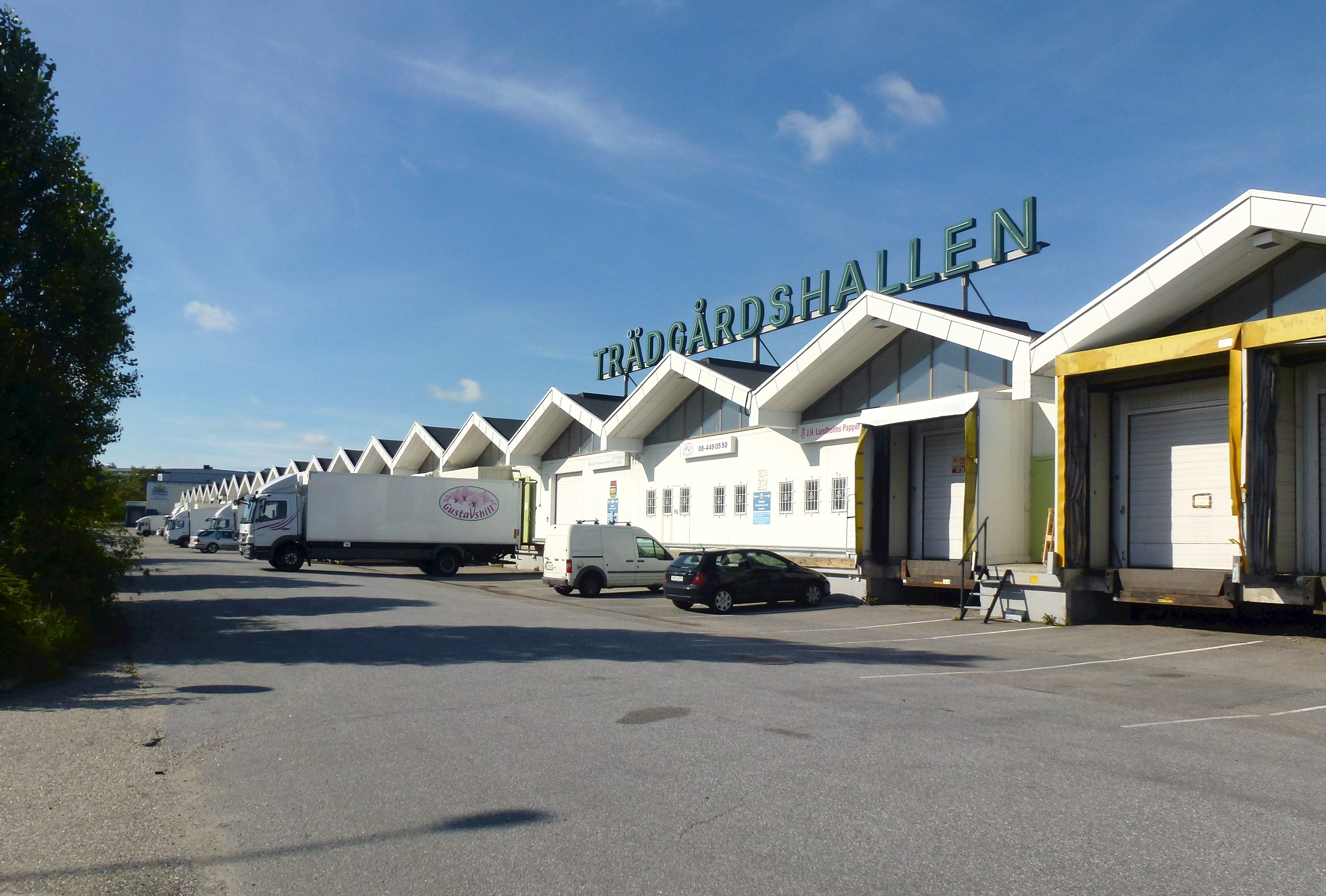
Trädgårdshallen på Årsta partihallar
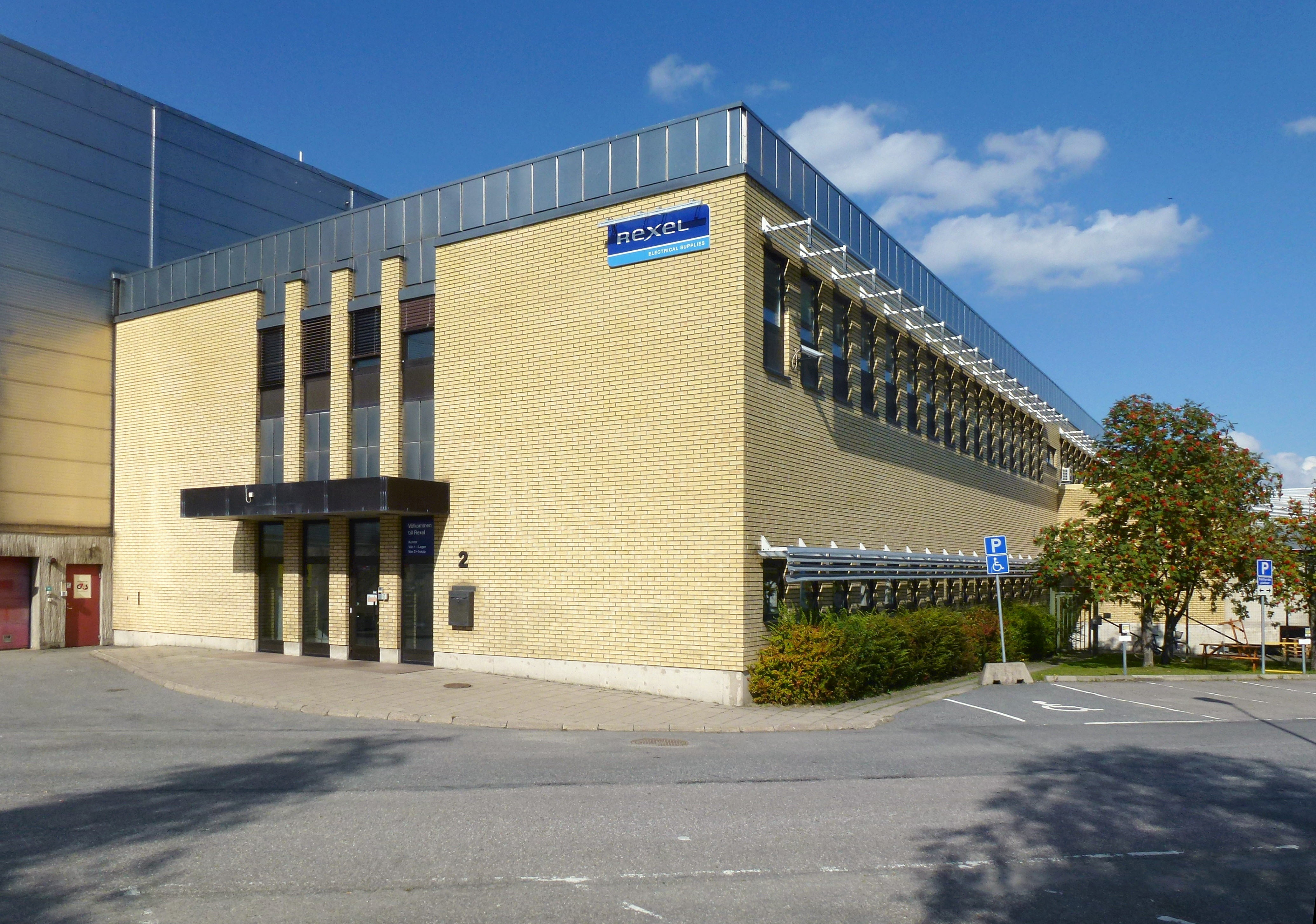
Postgården 1 (Årsta)